# Don Bosco FC
Don Bosco Football Club – haitański klub piłkarski z siedzibą w Pétionville.

## Osiągnięcia
- Mistrz Haiti (2) :1971, 2003 Ouverture.

w sezonach 2002, 2003 oraz 2004/05 organizowano w Haiti dwa turnieje mistrzowskie - Ouverture (turniej otwarcia) i Fermeture (turniej zamknięcia)